# Albert Leroy Marsh
Albert Leroy Marsh (1877-1944), fue el creador del Nicrom el año 1905, la primera combinación metálica que sirve como elemento de calefacción. Por esta razón, Marsh fue aclamado como “padre de la industria de la calefacción eléctrica”.
Hecho de cuatro partes de níquel y una parte de cromo, su patente fue adquirida en febrero de 1906.
Marsh nació el 16 de agosto de 1877 en Pontiac, Illinois, siendo el mayor de tres hermanos. En 1844 la familia se trasladó a Pana, Illinois. Marsh asistió a la Universidad de Illinois en Urbana-Champaign. En 1901, Albert recibió el grado de licenciado en ciencias en la especialidad de ingeniería química. Ese mismo año, contajo matrimonio con Minnie Haywood en Massachusetts.

## Inicios de su carrera
Mientras realizaba trabajos con una batería de almacenaje eléctrico y realizando escritos técnicos, comenzó a experimentar con las aleaciones del níquel y el cromo durante su tiempo libre. En 1904, necesitando un lugar mejor para trabajar en su proyecto de cableados y a la vez más financiamiento, realizó un acuerdo con William Hoskins de Chicago; Hoskins trabajaba con Mariner & Hoskins, una importante firma de consultores químicos. Contrató a Marsh por un pequeño sueldo, y a su vez permitía a Albert trabajar en su proyecto de aleación durante su tiempo libre (Más adelante, Hoskins formó la Hoskins Manufacturing Company, y el negocio se trasladó a Detroit).

## El éxito
Cuando la perfeccionó, la nueva aleación era 300 veces más fuerte que otras de esa época. Las tostadoras, los hornos dentales y los cables de cromel para los fabricantes de electrodomésticos fueron los primeros blancos de la Hoskins Manufacturing. Los primeros dos fueron improductivos y fueron abandonados más adelante. La compañía se concentró entonces en la fabricación de los cables de cromel.
Marsh trabajó como ingeniero en jefe y director general de la Hoskins Manufacturing Co. en Detroit, Míchigan. Fue nombrado presidente de la firma en 1915.

## Premios
En 1936, Marsh fue galardonado con la medalla John Price Wetherill por su “significativa y oportuna contribución a la ciencia de la ingeniería automotora” y “por sus descubrimientos excepcionales en las ciencias físicas”.
En 1941, el American Metals Congress concedió a Marsh el premio The Sauveur por su excepcional logro en la metalurgia.
- Datos: Q4710667